# トレーラーコレクション
トレーラーコレクション（THEトレーラーコレクション）は、2006年から株式会社トミーテックが製造･販売を行っている、トレーラートラックのディスプレイモデル（展示用模型）である。

## 概要
同社の他のジオラマコレクションシリーズ同様、日本型Nゲージの一般的な縮尺である1/150による、ブラインド販売パッケージモデルである。2010年までは年1回のペースで発売されていた。最新製品は2020年3月発売の第10弾である。専用の収納ケースも販売されている。
2011年よりオープンパッケージ2台セット形式での販売も行われており、一般流通店品とは異なる企業限定品も発売されている。また、海上コンテナ5個セットや、トップリフターと海上コンテナのセットも販売されている。
トラックに積載されているコンテナは、トミーテックの鉄道模型部門であるトミックスのコンテナ車に搭載可能である。また、一部のトレーラーには鉄道コンテナ積載用の爪があるため、トミックス製のコンテナも積載できる。
関連が強い商品に同社のトラックコレクションがあり、一部の車種で部品を共有している。

## 製品一覧

### ブラインドパッケージ
各弾とも、シークレットは1種類。

#### 第1弾
2006年2月発売。トラクタの車種は日野・プロフィア、いすゞ・ギガ1型／3型ハイルーフ、日野・HEの3車種4タイプで、HE以外はトラックコレクションにて先行登場した。
トレーラーは40 ftコンテナ2軸トレーラー（日本フルハーフ製）と昭和飛行機製ST26105D型26 kLタンクローリーの2車種で、どちらも新作。40 ftコンテナトレーラーのテールランプは丸形2連、タンクローリーのテールランプは角形3連。トラクタシャーシは現行車種用と旧型用があり、それぞれで補機類や踊り場のサイズが異なる。
コンテナトレーラーのタイヤは一部で新しい金型の物が使用されている（日本コンテナ輸送、国際コンテナ輸送のトレーラーのみ）、第2弾より全車新金型タイヤが標準装備となる。結果的に、第1弾のみトラクタのホイールが全て旧金型のものとなった。積載されている海上コンテナは40ftのドライコンテナと冷蔵コンテナの2種類。
トラクタのリヤフェンダーはフェンダーラバーが無い形状の物がメインに再現されているが、タンクトレーラー牽引のトラクタのみリヤフェンダーがラバー付きの半円形状のものを装着していたのも特徴の一つである。コーナリング時にトレーラーのターンテーブル部に接触してしまう特徴があり、後に2台セット形式で登場するタンクトレーラー牽引のセミトラクタは海コントラクタ同様のラバーがないフェンダーになっており、結果として第1弾だけのパーツとなった。
- 日野・プロフィア PJ-SH系
  - 日本高速輸送 SH + 川崎汽船 40 ft ドライコンテナ
  - 日本コンテナ輸送 SH + 日本郵船 40 ft ドライコンテナ
  - 日本コンテナ輸送 SH + 日本郵船 40 ft 冷蔵コンテナ
  - 国際コンテナ輸送 SH + 商船三井 40 ft 冷蔵コンテナ
  - ENEOS SH + 26 kL タンクローリー
- いすゞ・ギガハイルーフ3型 KL-EXR/EXD系
  - 日本高速輸送 EXR/EXD ハイルーフ + 川崎汽船 40 ft 冷蔵コンテナ
  - 国際コンテナ輸送 EXR/EXD ハイルーフ + 商船三井 40 ft ドライコンテナ
- いすゞ・ギガ1型 KC-EXR/EXD系
  - 出光 EXR/EXD + 26 kL タンクローリー
  - JOMO EXR/EXD + 26 kL タンクローリー
- 日野・HE後期型
  - 日本通運 HE + フリー（ブラウン）40 ft ドライコンテナ
- シークレット
  - 日本コンテナ輸送 日野プロフィアSH + 日本郵船 40 ft ドライコンテナ（旧塗装オレンジ）

こちらは通常品とナンバーが連番になっている。
- 専用ケース
日野プロフィアSH + ドライ 40 ftの無塗装車両が付属。

#### 第2弾
2007年2月発売。トラクタの車種は三菱ふそう・スーパーグレート前期型、UD・クオン、日野・プロフィアハイルーフ、日野・HHの4車種で、キャブはHH以外の3車種は新作である。トレーラーはフルハーフ製40 ftコンテナトレーラー（2軸）、現代精工製20 ftコンテナトレーラー（2軸）、重トレーラー（スタンショントレーラー、2軸）の3車種で、40 ftコンテナトレーラー以外は新作。
全車タイヤが新金型に変わっている。フロントタイヤの金型は新造した物で、リアタイヤは第1弾のトレーラーと同じ。プロフィアは以前に登場したノーマルルーフのモデルに比べてヘッドライトの反射鏡や顔のウインカーランプの出っ張りが再現され、日野マークが少し大きくなるなど改良が行われている。
3軸トラクタのシャーシはトラックコレクション第2弾のダンプ／ミキサー用シャーシの流用で、ダンプ車・ミキサー車はシャーシのカプラ用の穴が蓋でふさがれている事から、この時から3軸トラクタの構想があったことがうかがえる。このダンプシャーシ流用のトラクタはカプラ高が1軸トレーラーと同じで、2軸トラクタのトレーラーと連結高が同じである。スタイルこそカプラ高の高い重トラクタ然としているが、実車でも近年登場したカーゴ向けタイプの3軸トラクタとしても使用可能である。3軸トラクタのリアフェンダーは新金型。重トレーラーのテールランプは丸形3連、20 ftコンテナトレーラーのテールランプは角形2連。
- UDトラックス（旧:日産ディーゼル）クオン PJ/PKG-GK/GW系
  - 日本高速輸送 GK + 川崎汽船 40 ft ドライコンテナ

トレーラーのナンバーは第１弾と同じになっている（67-81）。トラクターのナンバーも第一弾のプロフィアと同じである（16-31）。
- 国際コンテナ輸送 GK + 商船三井 20 ft ドライコンテナ
- GKハイルーフ（スモークピンクメタリック）+ 琉球海運 20 ft ドライコンテナ
- 日本通運（海運色） GK + フリー(ブラウン) 20 ft ドライコンテナ
- GW（スモークブルーメタリック）+ 重トレーラー（トラクタ同色）

- 三菱ふそうスーパーグレート前期型 KL-FP50JDR型
  - 日本コンテナ輸送 FP-R + 日本郵船 40 ft ドライコンテナ
トラクタの分類番号が11（1999年5月以前の登録）であるため、おそらく実車はKC‐車ではないかと思われる。コンテナ番号は第一弾のものと同じだが、側面のURLの表記や細かなマーク類の印刷が異なっている。
  - 日本高速輸送 FP-R + 川崎汽船 20 ft ドライコンテナ
- 日野・プロフィアハイルーフ PJ-SH系
  - 国際コンテナ輸送 SH + 商船三井（旧ロゴ） 40 ft ドライコンテナ　トレーラーのナンバーは第１弾と同じになっている。（406）
  - 日本コンテナ輸送 SH + 日本郵船 20 ft ドライコンテナ
- 日野・HH後期型
  - HH（ダークグリーン）+ 重トレーラー（ライトグレー）
- シークレット
  - 日本高速輸送 日産ディーゼルクオンGKハイルーフ + 川崎汽船 40 ft ドライコンテナ（旧カラー・縦ロゴ）

トラクタのナンバーは第１弾のギガと同じ（16-44）。
- 専用ケース
三菱ふそうスーパーグレートFP + 20 ft ドライコンテナの無塗装車両が付属。2,100円（税込）。

#### 第3弾
2009年6月発売。ラインナップされたトラクタの車種は日産ディーゼル・ビッグサム中期型と後期型、三菱ふそうFVハイキャブの2車種3タイプで、今回3車種とも新登場である。トレーラーは東急車輌製TC36H1C34型40 ftコンテナ3軸トレーラー、日通商事製ポールトレーラー（2軸）と東洋車輌製鉄道用ポールトレーラーの計3車種で、こちらもすべて新作である。40 ft3軸トレーラーのテールランプは角型2連、ポールトレーラーは2種類とも丸型2連。今回コンテナはすべて新作の40 ftハイキューブドライコンテナのみ。第2弾以前の標準高の物とは全高が異なる。
また、今回から事業者を特定しないフリータイプの車が多く製品化されるようになった（ビッグサム中期はすべてフリータイプ。）これまで製品化された一般営業用の車は大半が「10-31（＝トミー）」ナンバーであったが、今回より一般営業車が増えたためそれ以外のナンバーも多く登場するようになった。また、これまで製品化されたコンテナはすべて国内の事業者のみだったがこの弾より海外の事業者のコンテナも製品化されるようになった。
3軸トラクタのシャーシは完全新金型で、ポールトレーラーを牽引するためのピントルフックと鳥居（作業灯、回転灯付き）が追加されたほか、燃料タンクの大型化、スペアタイヤが右側へ移動された。（ただし、今回ふそうFVの鳥居は省かれている）。ホイールベースおよびピントルフックを含めない全長についてはダンプ用シャーシと同じである。2軸トラクタシャーシとは異なり、燃料タンク・角マフラーが別パーツ化されておらず、3軸トラクタでは車種によって違う角マフラーやエアタンクの配置違いが再現されていない。右側の補機類は2軸トラクタの旧型シャーシに準じている。ポールトレーラーは鉄道コレクションおよびトミックス製の車両に装着可能（ただし車種に制約あり）。第2弾の3軸トラクタと比較すると、カプラ連結高が高くなっており、実車さながらの違いが再現された。
- 日産ディーゼル・ビッグサム後期型 KL-CK482B♯T/CW系
  - 日本高速輸送 CK-T + 川崎汽船 40 ft 背高ドライコンテナ（3軸）

トラクタのナンバーは第一弾のプロフィア、第二弾のクオンと同じである（16-31）
- 日本コンテナ輸送 CK-T + 日本郵船 40 ft 背高ドライコンテナ（3軸）

- 国際コンテナ輸送 CK-T + 商船三井 40 ft 背高ドライコンテナ（3軸）
- 日立物流 CW-T + ポールトレーラー - H鋼パーツ8本が付属。
トラクタは2003年以降のモデルで、速度表示灯が無く、UDマークが新しいデザインに変わっている。クオンと共通になったシュノーケルも再現されている（ただし模型としてはクオンのシュノーケルとは微妙に掘りが異なり別金型で同じものを再現している）

- 日産ディーゼル・ビッグサム中期型 KC-CK551BHT型
  - CK-T（グリーン）+ ワンハイ 40 ft 背高ドライコンテナ（3軸）
  - CK-T（スカイブルー）+ COSCO 40 ft 背高ドライコンテナ（3軸）
  - CK-T（レッド）+ UASC 40 ft 背高ドライコンテナ（3軸）
  - CK-T（イエロー）+ マースク 40 ft 背高ドライコンテナ（3軸）
  - CK-T（ホワイト）+ フリー（ブラウン）  40 ft 背高ドライコンテナ（3軸）
- 三菱ふそう・Fシリーズ
  - 日本通運 FVハイキャブ + ポールトレーラー-鉄道車両輸送用
- シークレット
  - 国際コンテナ輸送 日産ディーゼルビッグサムCK-T前期型 + 商船三井 ハイキューブ40 ft（第1弾ドライ40 ftのハイキューブ版）

トラクタトレーラー共に、通常盤の後期型とはナンバーが異なる。
- 専用ケース
無塗装車両が付属する。2,100円（税込）。

#### 第4弾
2010年3月発売。トラクタの車種は第2弾で登場したスーパーグレート前期型のほか、新作のスーパーグレート前期型ハイキャブ、スーパーグレート後期型、日産ディーゼル・レゾナC800、三菱ふそう・W250型の4車種6種類。レゾナC800はトラックコレクション第6弾で先行登場。他の3車種は新作。トレーラーは40ftコンテナトレーラー2種のほか、重トレーラーA、B（東急車輛製）の合計4車種。スーパーグレート後期型はスーパーフルキャブと呼ばれるハイマウントキャブ仕様になっている。40ft背高冷蔵コンテナ（冷蔵ユニットはサーモキング製）が新規製作されている。第1弾の物と全高が異なる。（第3弾のドライコンテナと同寸法である）重トレーラーAのテールランプは長方形、重トレーラーBのテールランプは丸型2連。
- 三菱ふそう・スーパーグレート前期型 KL-FP50系・PJ-FV系
  - 日本高速輸送 FP-R + 川崎汽船 40 ft 背高冷蔵コンテナ（3軸）トラクタのナンバーは第2弾と異なり、キャブの色調も暗くなってしまっている。
  - FP-R（ホワイト）+ SITC 40 ft ドライコンテナ（3軸）
  - FV-Rハイキャブ（イエロー）+ 重トレーラーA（トラクタ同色・2軸）キャブライト時代のハイキャブモデルである。
- 三菱ふそう・スーパーグレート後期型 BDG-FP54JDR4型
  - 日本コンテナ輸送 FP-R + 日本郵船 40 ft 背高冷蔵コンテナ（3軸）
  - FP-R（ホワイト）+ OOCL 40 ft ドライコンテナ（3軸）
  - FP-R（ロイヤルブルー）+ APL 40 ft ドライコンテナ（3軸）
  - FP-R（ブルー）+ 韓進海運 40 ft ドライコンテナ（3軸）
- 日産ディーゼル・レゾナC800後期型 P-CK51BT型
  - 国際コンテナ輸送 CK-T + 商船三井 40 ft 背高冷蔵コンテナ(2軸)
  - CK-T（ホワイト）+ サフマリン 40 ft ドライコンテナ（2軸）
- 三菱ふそう・W250型
  - W250型(イエローグリーン) + 重トレーラーB（トラクタ同色・2軸）
- シークレット
  - 三菱ふそう新型スーパーグレート（ホワイト）+ APL20ftドライコンテナ
- 専用ケース
無塗装車両が付属する。2,100円（税込）。

また、レゾナについてはトラクタのみトラックコレクション第6弾の活魚運搬車と同じ、ホイールキャップ付きのタイヤとなる予定であったが、通常のスチールホイールに急遽変更された。そのため箱絵の図面こそホイールキャップ付きになっているが、公式サイトの写真もホイール変更後のものに変更された。

#### 第5弾
2010年12月発売。トラクタの車種は第1弾以来のHE、既存のプロフィアハイルーフとビッグサム中期型、新作の日野・スーパードルフィン前期／最終型の4車種5タイプ。新作のトレーラーは日通商事NT2340改型中低床コンテナトレーラー、２軸高床バントレーラー、トレクスPLB34112型中低床ウイングトレーラー（3軸）の3車種。今回海上コンテナは 40 ft ハイキューブドライコンテナと新作の 40 ft フラットラックコンテナ（新作）の2種類。バントレーラーのテールランプは丸形2連、ウイングトレーラーのテールランプは角形3連。スーパードルフィンは1981〜84年式の丸目の前期型と、通称鬼グリル期と呼ばれる1990年以降の最終型を製品化。
第１弾以来、日本高速輸送／川崎汽船、日本コンテナ輸送／日本郵船、国際コンテナ輸送／商船三井の邦船三社のコンテナトレーラーがラインアップされてきたが、この弾で日本高速輸送／川崎汽船のトレーラーは消滅してしまった。
- 日産ディーゼル・ビッグサム中期型 KC-CK551BHT型
  - 国際コンテナ輸送 CK-T + 商船三井40 ft フラットラック
- 日野HE後期型
  - 日本通運 HE + バントレーラー（日本通運）
- 日野・プロフィア
  - 日本通運 SH + 31 ft ドライコンテナ
  - 西濃運輸 SH + バントレーラー（西濃運輸）
  - SH（ホワイト） + ウイングトレーラー（フリー）
- 日野・スーパードルフィン最終型 W-SH3FDAA型
  - 日本コンテナ輸送 SH + 日本郵船 40 ft フラットラック
  - SH（スカイブルー）+ グランドチャイナシッピング 40 ft 背高ドライコンテナ（3軸）
  - SH（ブルー）+ 全国通運 31 ft ドライコンテナ
- 日野・スーパードルフィン前期型 K-SH631AA型
  - SH（せみダークグリーン）+ 南星海運 40 ft 背高ドライコンテナ（3軸）
  - SH（ホワイト）+ 40 ft フラットラック（フリー・ブラウン）
- シークレット
  - 西濃運輸 日野スーパードルフィンSH最終型 + セミトレーラー（西濃運輸）

#### 第6弾
2012年3月発売。今回新たに新規製作された車種は日野・スーパードルフィンプロフィアで、3種類の顔が作り分けられたほか、中期（実際には中期型と後期型）と最終型（通称テラヴィ）にハイルーフ仕様があり、それらを含めると合計5種類になる。
これまでキャブと一体成型されていたフロントバンパーはトラコレ／トレコレ通して初めて別パーツ化され、エアダムありのバンパーとエアダムなしのバンパー、オーバーライダーの有無をひとつのキャブで多数再現できるようになった。キャブ後方にあるシュノーケルも左右に装着することが可能なように設計されており、型式バリエーションが大幅に増えている。これまでは単なる色違いのトラクタが製品化されたが、今回ドルフィンプロフィアに関しては6台とも細部の仕様が異なる仕様となっている。
トラコレ7弾で登場した2007ギガは2011年に２台セットで登場していたが、ブラインド版での登場は初となる。クオンはトレコレでは第2弾以来5年ぶりのラインアップとなるが、今回はUDトラックス仕様として登場した。マークがUDトラックスの物に変わった以外は第2弾に準じた仕様で、ホイールもJIS規格の8スタッドである（実車でもこの仕様は2010年2月〜4月間に生産され実在する）。トレーラーはすべて過去に登場したもの。コンテナは30 ftドライコンテナ2種と20 ftバルクコンテナが新規制作された。
また第１弾以来ラインアップされてきた、日本高速輸送／川崎汽船、日本コンテナ輸送／日本郵船、国際コンテナ輸送／商船三井の邦船三社のコンテナトレーラーが完全に消滅してしまった。
- 日野・スーパードルフィンプロフィア前期型
  - W-SH3FDBA（ホワイト）+ T．S．LINES 40 ft 背高ドライコンテナ（新ロゴ・3軸）
  - W-SH1FDBA（ブラック／シルバー）+ MSC 40 ft 背高ドライコンテナ（3軸）
- 日野・スーパードルフィンプロフィア後期型[注釈 2]
  - KC-SH4FDEA（メタリックグリーン）+ tex 40 ft 背高ドライコンテナ（2軸）
  - KC-SH4FDEAハイルーフ（ホワイト）+ KMTC 40 ft 背高ドライコンテナ（2軸）
- 日野・スーパードルフィンプロフィア最終型（テラヴィ）[注釈 3]
  - KL-SH1KDGGハイルーフ（クリーム）+ Hapag-Lloyd 40 ft 背高ドライコンテナ（3軸）
  - KL-SH1FDGGハイルーフ（ロイヤルブルー）+ 中国海運集団 40 ft 背高ドライコンテナ（3軸）
- いすゞ・ギガ4型
  - 神原ロジスティクス PDG-EXR/EXD52D8 + 神原汽船 40 ft 背高ドライコンテナ（3軸）
- UDトラックス・クオン 
  - 日本通運 GK（新カラー） + 日本通運 30 ft ドライコンテナ
  - GK（ホワイト）+ フリー + 30 ft ドライコンテナ（シルバー）
  - GK（ダークグレー／シルバー）+ 日本石油輸送 20 ft 有蓋コンテナ
- シークレット
  - 日本通運 日野・スーパードルフィンプロフィアSH前期型 + 日本通運 30 ft ドライコンテナ（グレー）
- 専用ケース
無塗装車両が付属する。2,100円（税込）。

#### 第7弾
2015年3月末発売。前弾より3年ぶりの新作となった。新たに2010年5月にビッグマイナーチェンジで登場した最新型ギガが新規制作された。セミトラクタ4台にはISO規格10スタッドアルミホイールを装備している。補機類が違うため、シャーシも新規制作されている。ギガのみカプラーはトレコレ4弾で登場した新金型の物が装備されている。新型シャーシの踊り場は旧型用シャーシで装着される小ぶりなものとなっている。トレコレ初となるフルトレーラーが登場した。フルトラクタに関してもタイヤ以外はすべて新規パーツとなっており、トラコレトレコレで初めてベッドレス・ショートキャブ車が再現された。スーパーグレートはコーナーパネルの分割線が追加された以外は4弾の時と特に変更はない。
- いすゞ・ギガ 5型（いずれもロールーフ）
  - LKG-EXD52AD（ダークブルー）+ 琉球海運（40 ft 背高ドライコンテナ）
  - LKG-EXD52AD（ホワイト）+ カメリアライン（40 ft 背高ドライコンテナ）
  - LKG-EXD52AD（イエロー）+ ワンハイラインズ（40 ft 背高ドライコンテナ）
  - LKG-EXD52AD（ブルー）+ インターエイシアライン（40 ft 背高ドライコンテナ）
  - LKG-CYJ77A（日本梱包運輸倉庫 ウイング）+ センターアクスル式ウイングフルトレーラー
- 三菱ふそうスーパーグレート（BDG−）
  - BDG-FP54JDR（ダークブルー）+ 琉球海運（20 ft ドライコンテナ）
  - BDG-FP54JDR（ホワイト）+ カメリアライン（20 ft ドライコンテナ白）
  - BDG-FP54JDR（ブラック／シルバー）+ カメリアライン（20ftドライコンテナ紺）
- 陸上自衛隊
  - 中型セミトレーラ（2型B）トラクタは74式特大型トラック（スーパーグレート）がベース。トラコレ第8弾のものとは違い、ホイールが一般的な8スタッドになっている。
  - ボンネット型重トレータタイプ トラクタは三菱W型ボンネットトラクタがベース。こちらも、第4弾の時とタイヤが違い、一般的な汎用8スタッドスチールホイールになっている。
- シークレット
  - いすゞ・ギガハイルーフ LKG-EXD52AD（ホワイト／シルバー）+ カメリアライン（40 ft 背高冷蔵コンテナ）

#### 第8弾
2017年9月発売。前弾より2年半ぶりの新作となる。既存のスーパーグレート中期、グランドプロフィア、クオン、初代ギガ最終型に加えて新型ギガハイルーフ（ロールーフはトラコレ第9弾で初出）、リフトカプラ、長尺トラクタシャーシ、20 ft ISOタンクコンテナ、タンクコンテナ用3軸トレーラーが新規製作された。センコー、トランスシティのプロフィア、日輪ギガ、白の新型ギガのみISO規格の10スタッドアルミホイールを装着している。新型ギガハイルーフ2台はなぜかJIS規格の8スタッドホイールになっている。
★はリフトカプラ付きトラクタ
- 日野・グランドプロフィア
  - 日陸 SHハイルーフ + 20 ft ISOタンクコンテナ
  - センコー SHハイルーフ★ + 20 ft ISOバルクコンテナ
  - 日本トランスシティ SHハイルーフ★ + 20 ft ISOバルクコンテナ
  - SHハイルーフ（ホワイト）+ 東瑛海運 40 ft HQコンテナ（3軸）
- 三菱ふそう・スーパーグレート（KL）
  - ニヤクコーポレーション FP−R + 20 ft ISOタンクコンテナ
- いすゞ・ギガ（初代）
  - 日輪 LKG−EXR/EXD + 20 ft ISOタンクコンテナ
- UDトラックス・クオン
  - GKハイルーフ（ホワイト）+ CNC line 40 ft HQコンテナ（3軸）
- いすゞ・新型ギガ
  - EXR/EXD（ホワイト）+ 日本石油輸送 20 ft ISOタンクコンテナ
  - EXR/EXDハイルーフ（ブルーM）+ プライムポリマー 20 ft バルクコンテナ
  - EXR/EXDハイルーフ（ブラックM）+ フリー 20 ft バルクコンテナ（シアン）
- シークレット
  - 日陸 グランドプロフィアSH + 20 ft ISOタンクコンテナ（通常版とコンテナのロゴ、トラクタのナンバーが異なる）

#### 第9弾
2019年1月末発売。トラクターは既存のスーパーグレート（KL）、初代ギガ最終型ハイルーフ、グランドプロフィア、クオン、ニューパワー中期、初代プロフィア中期・後期型（実車では同じデザインで1994〜98年式と98〜2000年式に分けられる）と、初代プロフィア前期型のカーゴ系フェイスが新規製作された。前期型のトラクターフェイスは第6弾の時に登場しており、今回はなぜか純正仕様では実在しないカーゴ系のフェイスとしてセミトラクタが登場した。初代ギガ最終型ハイルーフはトレコレ第5弾シークレットで初出し、初のブラインド版入りとなる。1軸カーキャリアトレーラー、ポールトレーラーの長尺ドローバー、積載物のトラス、冷凍トレーラーの冷凍機、リフトカプラを装備しない長尺2軸セミトラクタが製作された。シャーシ自体は第8弾リフトカプラ付きトラクタの流用で、踊り場など一部のパーツを追加している。カーキャリアトレーラーのタイヤは固定式だが、車体本体とは別パーツになっている。ニューパワー中期はトラコレ2台セットで登場し、レギュラー入りは初。ニューパワートラクタも今回初登場である（トラコレでは2010年登場）。
ウイング、冷凍、海コントレーラーにはISO規格10スタッドホイール装着。ウイングトレーラのみ、扁平タイヤで10スタッドスチールホイールになっている。
- 日野・グランドプロフィア
  - 日本梱包運輸倉庫 SH + カーキャリア
  - SHハイルーフ（マゼンタ）+ オーシャンネットワークエクスプレス 40 ft HQコンテナ（2軸、グレー）
- 日野・ドルフィンプロフィア
  - SH 1型（ホワイト/一部シルバー）+ カーキャリア
  - SS 2・3型（デイトナグリーン）+ ポールトレーラー
- UDトラックス・クオン
  - ゼロ GK + カーキャリア
  - バンテック GKハイルーフ + 中低床ウイングトレーラー（3軸）
- いすゞ・初代ギガ最終型
  - LKG−EXR/EXDハイルーフ（ホワイト）+ オーシャンネットワークエクスプレス 40 ft HQコンテナ（3軸、マゼンタ）
  - LKG−EXR/EXDハイルーフ（ブラック／シルバー）+ 冷凍トレーラー
- 三菱ふそう・スーパーグレート（KL）
  - FP−R（シトロンイエロー）+ カーキャリア
- いすゞ・ニューパワー中期
  - VRZ/VSZ（イエロー）+ ポールトレーラー
- シークレット
  - グランドプロフィアSHハイルーフ（ホワイト）+ オーシャンネットワークエクスプレス 20 ft ドライ（マゼンタ）

※40 ft 2軸トレーラー（20 ft 兼用）にコンテナが積載されている。

#### 第10弾
2020年3月末発売。トラクタは新型ギガハイルーフ、スーパーグレート2種（2007MCモデル、2017MCモデル）、クオンハイルーフ、ビッグサム後期、HEが登場。2017年MCモデルのスーパーグレートが今弾の新作で、それ以外は過去に登場したものである。2007スーパーグレートは何度か登場しているが、今回初めてISO規格10スタッドアルミホイールが装着されている。トレーラーはトレクス製3軸バルクトレーラー（スーパーシングルタイヤ仕様）、1軸コンテナトレーラーが新作として登場し、冷凍トレーラー、20 ft 2個積みコンテナトレーラーが登場。冷凍トレーラーは前弾で登場したものと同じ。バルクトレーラーには車軸を押し込むと高い位置で車軸が固定されるリフトアクスル機能が再現された。20 ft 2個積みトレーラーはトレコレ第2弾で登場したフラットトレーラーで、登場当初からコンテナトレーラーとしても使えるように設計されていたものをコンテナトレーラーとして応用したものである。バルクトレーラーとコンビを組むトラクタは新規製作されたE尺のシャーシを採用しており、微妙にホイールベースが長いことと（カーキャリア・リフトカプラ用より短い）、踊り場に燃料タンクが追加されている。1軸コンテナトレーラーに搭載される UT20A / UT22A タンクコンテナもトミックスでは登場しておらず、新規作成されたものである。バルクトレーラーのテールは角型2連。1軸トレーラーのテールランプはモールドがなく、印刷での再現となっており、角型テール、丸型テールの違いを印刷で再現可能になった。フラットトレーラーのテールランプは金型改修で凹モールドの丸テールが埋められてしまい、印刷での表現となっている。
- いすゞ新型ギガ
  - フコックス ギガ + バルクトレーラー
  - ギガ（グレー）+ バルクトレーラー

- 三菱ふそう・スーパーグレート
  - 名古屋製酪 スーパーグレート（2007MCモデル）+ 冷凍トレーラー
  - 新型スーパーグレート（グリーン）+ コンテナトレーラー（JR貨物 19G コンテナ × 2）
  - 新型スーパーグレート（シルバー）+ コンテナトレーラー（ガスケミカル西日本 UT20A）
  - 新型スーパーグレート（レッド／シルバー）+ バルクトレーラー

- UDトラックス・クオン
  - 日陸 クオン + コンテナトレーラー（日陸 UT22A コンテナ）
  - 中央通運 クオン + コンテナトレーラー（中央通運 U19Aコンテナ × 2）

- 日産ディーゼル・ビッグサム
  - 中央通運 ビッグサム + コンテナトレーラー（UT20A コンテナ） クオンとはカラーリングが異なる。

- 日野・HE
  - HE + コンテナトレーラー（20 ft ドライ × 2）

オープンパッケージ
第1弾をリニューアルするかたちで、2011年3月発売に3種類発売された2台セット。40 ft ドライコンテナと40 ft 冷蔵コンテナを1台ずつに載せている。トラクタはメーカーのカタログカラーとしたフリーランス。
- 日本郵船
  - 日野プロフィア（ブルー、風防付き）+ 40 ft ドライコンテナ
  - 日野プロフィア （ホワイト）+ 40 ft 冷蔵コンテナ
グランドプロフィアのロールーフキャブであるが、このセットで初めて顔周りがハイルーフと同じクオリティに改められた。

- 商船三井 - コンテナに描かれた企業ロゴは2007年4月以前に使用されていたもの。
- いすゞギガ（ホワイトハイルーフ）+ 40 ft ドライコンテナ
- いすゞギガ（シルバー、2007モデル）+ 40 ft 冷蔵コンテナ

2007モデルのギガはトレコレ初登場。エアダムなしのバンパーを再現。
- 川崎汽船
  - UDクオン（テラコッタ・ハイルーフ）+ 40 ft ドライコンテナ
  - UDクオン（ゴールド）+ 40 ft 冷蔵コンテナ

コンテナやトラクタのナンバーは異なるものの、トレーラーのナンバーは第一段、第二弾のものと同じである。
- シェル石油ローリー2台セット - 2015年9月発売。
  - 三菱ふそうスーパーグレートFP−R+26klタンクローリー
タンクトレーラーはトレコレ第1弾以来およそ10年ぶりにリリースされた。トラクタのリヤフェンダーは第1弾の時はリヤタイヤ上部まで覆われている形状だったが、海コントラクタと同じタイプになっている。
  - UDトラックス・クオンCV 16klローリー車
トラコレ第3弾で製品化された個体と別個体がモデル化。ナンバープレートも異なる。

#### 限定品
- 出光興産（出光）オリジナル
  - クレジットカードまいどプラスカードの入会キャンペーンとしてプレゼントされた。通常品のトラクターがいすゞ・ギガであるのに対し日野・プロフィアになっており、ナンバープレートも異なる。そのナンバーは現車の考証にとらわれず「門司44い・620」となっており、これは出光興産が創業した明治44年6月20日にちなむ[注釈 4]ものである。車体下面のシリーズ番号はK002(前後番のK001、003は同じく出光オリジナルのトラックコレクション)である。個箱は専用デザインで、通常品と異なり蓋が糊付けされていないものである。
  - 輸送用のカートン(個箱10個で1単位)も専用のもので、白無地に黒字で商品名が書かれている。
  - その他、2006年1月17日に開催された販売店合同ミーティングの記念品として、サイドバンパーなどを取り付けた組み立て済み完成品を前出のトラックコレクションとセットにし、TOMIXのクリアケース(L)に収め、更に専用の紙箱と透明樹脂製スリーブに収めた形で配布された。
  - 2006年6月5日に開催された平成17年度「全国優秀店の集い」でも記念品として、こちらはトレーラーコレクション単体をTOMIXのクリアケース(L)に収め、更に紙製スリーブに収めた形で配布された。

- 日本郵船コンテナセット（特注品）
  - ミニカー本体の仕様は第1弾の通常品と同一である。
  - 日本コンテナ輸送 日野・プロフィア + 日本郵船 40 ft ドライコンテナ
  - 日本コンテナ輸送 日野・プロフィア + 日本郵船 40 ft 冷蔵コンテナ
  - 日本郵船歴史博物館内のミュージアムショップにて一般販売もされていた。
- 日本郵船コンテナセット（特注品）
  - ミニカー本体の仕様は第2弾の通常品と同一である。
  - 日本コンテナ輸送 日野・プロフィア（ハイルーフ仕様）+ 20 ft コンテナ
  - 日本コンテナ輸送 三菱ふそう・スーパーグレート + 40 ft コンテナ

- OOCL Trailer truck
  - ミニカー本体の仕様は第4弾の通常品に準じるが一部の表記が異なり、車体下面のシリーズ番号はK006となっている。個箱は専用の窓付きのものである。
  - 三菱ふそう・スーパーグレート後期型 BDG-FP54JDR4 FP-R（ホワイト）+ OOCL 40 ft ドライコンテナ（3軸）
- ワンハイラインズ トレーラーコレクション
  - ミニカー本体の仕様は第7弾の通常品に準じるが、車体下面のシリーズ番号は063Aとなっている。個箱はコンテナを模した専用デザインで、通常品と異なり蓋が糊付けされていないものである。
  - いすゞ・ギガ5型（ロールーフ）LKG-EXD52AD（イエロー）+ ワンハイラインズ（40 ft 背高ドライコンテナ）

#### 関連商品
- 商船三井 40 ft コンテナ5個セット - 2012年3月発売。
  - ドライコンテナ3個 + 背高ドライコンテナ2個のセット。細部の表記は個体ごとに異なる。
- 川崎汽船 40 ft コンテナ5個セット - 2012年3月発売。
  - ドライコンテナ3個 + 背高ドライコンテナ2個のセット。細部の表記は個体ごとに異なる。
- トップリフターA - 2011年5月発売。
  - TCM FD430（カタログ仕様）+ フリー（ブラウン） 40 ft 背高ドライコンテナ
- トップリフターB - 2011年5月発売。
  - TCM FD430（NYTT仕様）+ 日本郵船 40 ft 背高ドライコンテナ
- トップリフターB2 - 2012年6月発売。
  - TCM FD430（NYTT仕様）+ フリー（ブラウン） 40 ft 背高ドライコンテナ

## 備考
- 海上コンテナのコンテナ番号は、国内航路の琉球海運を除き、全てISO規格に基づく国際航路用を再現している。
- 第1弾の日本コンテナ輸送のトラクターは、ノーマル品ドライコンテナ・ノーマル品冷蔵コンテナ・シークレットで、ナンバープレートが連番となっている。
- 第2弾の重トレーラーは、荷台敷板パーツを取り外すと積荷固定用の突起とコンテナの緊締装置を兼ねたリバーシブルパーツが現れる。このパーツの天地を反転させることで、重トレーラーをコンテナトレーラーに変えることができる。
- 第4弾の3軸トラクターは第3弾のポールトレーラーを牽引可能である。